# ヨズガト
ヨズガト（トルコ語: Yozgat）は、トルコのヨズガト県に位置する都市、ないしそれを中核とする行政区。同県の県都である。ヨズガト行政区の人口は11万3614人（2009年）で、うち7万3835人が市内に在住する。

## 歴史
この地域における行政の中心であったタヴィウム（ビュユクネフェス）が廃れると、地元の名士（アーヤーン）であったチャパノールにより新しく都市が建設された。この街はボゾクと呼ばれ、1398年にヨズガトを併合、1911年ごろにはオスマン帝国アンカラ県傘下のサンジャク（行政単位）の中心となった。市内にはアカネの染料とモヘヤの市場があった。土壌がたいへん肥沃なため、一帯では馬やラクダが放牧された。

## 地理
首都アンカラの東170km、アンカラからスィヴァスに至る峡谷を見下ろす標高1335m地点に位置する。アナトリア半島の大部分と同じく、森林は数千年にわたる開墾で伐採された。この結果として気候が厳しくなったため、トルコ政府は植林事業を推進している。
さまざまなマツが自生するヨズガト松林国立公園（広さ2.64平方キロ）がある。

### 気候
気候は内陸性の大陸性気候。夏は乾燥して暑く、冬は寒い。夏には最高気温が30℃を超える日もざらだが、冬には-20℃まで落ち込むこともある。
| ヨズガトの気候                                  | ヨズガトの気候 | ヨズガトの気候 | ヨズガトの気候 | ヨズガトの気候 | ヨズガトの気候 | ヨズガトの気候 | ヨズガトの気候 | ヨズガトの気候 | ヨズガトの気候 | ヨズガトの気候 | ヨズガトの気候 | ヨズガトの気候 | ヨズガトの気候 |
| 月                                              | 1月            | 2月            | 3月            | 4月            | 5月            | 6月            | 7月            | 8月            | 9月            | 10月           | 11月           | 12月           | 年             |
| ----------------------------------------------- | -------------- | -------------- | -------------- | -------------- | -------------- | -------------- | -------------- | -------------- | -------------- | -------------- | -------------- | -------------- | -------------- |
| 平均最高気温 °C （°F）                          | 2.2 (36)       | 3.5 (38.3)     | 8.2 (46.8)     | 13.9 (57)      | 18.6 (65.5)    | 22.7 (72.9)    | 26.1 (79)      | 26.5 (79.7)    | 22.9 (73.2)    | 16.8 (62.2)    | 9.9 (49.8)     | 4.3 (39.7)     | 14.63 (58.34)  |
| 平均最低気温 °C （°F）                          | −5.3 (22.5)    | −4.6 (23.7)    | −1.4 (29.5)    | 3.4 (38.1)     | 7.3 (45.1)     | 10.5 (50.9)    | 13.0 (55.4)    | 13.2 (55.8)    | 9.6 (49.3)     | 5.5 (41.9)     | 0.4 (32.7)     | −3.0 (26.6)    | 4.05 (39.29)   |
| 平均降雨日数                                    | 13.3           | 13.1           | 13.3           | 14.2           | 14.0           | 9.2            | 4.0            | 3.3            | 4.8            | 8.3            | 10.0           | 13.3           | 120.8          |
| 平均月間日照時間                                | 93             | 112            | 164.3          | 192            | 254.2          | 303            | 344.1          | 337.9          | 270            | 204.6          | 138            | 93             | 2,506.1        |
| 出典：Devlet Meteoroloji İşleri Genel Müdürlüğü |                |                |                |                |                |                |                |                |                |                |                |                |                |

## 名所
1908年築の時計塔とチャパノール家によって建てられたチャパノール・モスクが市内の主な観光名所である。

## ゆかりの人物
- アガフ・エフェンディ（1832年 - 1885年） ジャーナリストで、トルコ初の新聞の創刊者
- ナスーフ・アカール（1925年 - 1984年） レスリング選手。オリンピック金メダリスト
- ジェラル・アティク（1918年 - 1979年） レスリング選手。オリンピック金メダリスト
- ベキル・ボズダー（1965年 - ） 副首相
- ジェミル・チチェク（1946年 - ） 大国民議会議長
- アイリン・ダシュデレン（1982年 - ） レスリング選手。女子ヨーロッパチャンピオン
- メブリュト・エルディン（1987年 - ） サッカー選手
- ジョン・イルハン（1965年 - 2007年） トルコ系オーストラリア人実業家
- リュトフッラー・カヤラル（1952年 - ） 政治家
- ソネル・ヨズビレン（1947年 - ） フォークカシュ
- ボゾクル・ムスタファ・パシャ（在位：1692年 - 1694年） オスマン帝国大宰相
- ユスフ・イゼト・パシャ（1876年 - 1922年） 軍人
- メフメト・トプズ（1983年 - ） サッカー選手
- メフメト・ニダ・テュフェクチ（1929年 - 1993年） フォーク歌手
- メフメト・ユルドゥズ（1981年 - ） サッカー選手